# Вуличний боєць II: Анімаційний фільм
«Вуличний боєць II: Анімаційний фільм»(яп. ストリートファイターII MOVIE) — аніме-екранізація 1994 року файтингової гри «Street Fighter II», створена сценаристом Кенічі Імай, режисером Гісабуро Сугіі і анімаційною студією Group TAC. Фільм спочатку вийшов у Японії 6 серпня 1994 року, потім були покази в кінотеатрах Великої Британії, Франції та Іспанії. Він був адаптований англійською мовою у форматі дублювання та субтитрування компанією Animaze для Manga Entertainment. Фільм також розповсюджувався 20th Century Fox в інших країнах. Через 4 місяці після виходу цього фільму Universal Pictures і Columbia Pictures 23 грудня в Сполучених Штатах 1994 року і 6 травня 1995 року в Японії вийшов у прокат однойменний анімаційно-ігровий фільм, який отримав низькі оцінки критиків.
Фільм мав комерційний успіх і був схвально сприйнятий критиками. Пізніше компанія Group TAC випустила чергову вільну адаптацію гри «Street Fighter II» — аніме-серіал «Вуличний боєць II V». Хоча серіал не стосується фільму, кілька акторів озвучили свої ролі в англійському дублюванні.

## Сюжет
У пролозі показана бійка між японським майстром бойових мистецтв Рю та чемпіоном з тайського боксу Сагатом. Рю завдає удар Shoryuken Сагату в груди. Сагат обіцяє помститися Рю.
Через роки, після вбивства міністра юстиції загіпнотизованим агентом MI6 Каммі, агент Інтерполу Чун Лі пропонує об'єднати сили з Збройними силами США для знищення загадкового злочинного синдикату, відомого під назвою Shadowlaw. Капітан Гайл, який мститься лідеру Shadowlaw М. Байсону за смерть свого найкращого друга, відмовляється, але врешті-решт поступається, коли Чун Лі каже йому, що Байсон вбив її батька, і вона сама хоче помсти, але знає, що її обов'язок на першому місці. На базі Shadowlaw Байсон разом із охоронцями Балрогом, Вегою, Сагатом оголошує всесвітній розшук Рю та відправляє сотні моніторів-кіборгів, щоб знайти цінніших майстрів бойових мистецтв для справи. Однак Рю, який подорожує світом у пошуках гідних претендентів, таких як Фей-Лонг, Дхалсім та Е. Хонда, залишається непоміченим.
Тим часом найкращий американський друг Рю та бойовий суперник Кен Мастерс став розсудливішим через свою дівчину Елізу, але все ще прагне нових випробувань та бажає реваншу з Рю. Під час сутички з Т. Гоуком, який шукав Кена для виклику, Кен бачить монітор-кіборг і кадри бійки надсилаються до бази Shadowlaw. Байсон бачить кадри та дізнається про історію Кена з Рю і вирішує полювати на нього та загіпнотизувати його замість Рю. На шляху Байсон бачить, як Чун Лі та Гайл попереджають Ді Джея про монітори-кіборги, а згодом відправляють Вегу до Нью-Йорка, щоб убити Чун Лі. Вега влаштовує засідок Чун Лі у її квартирі, але після кривавої бійки їй вдається подужати Вегу, але сама отримує сильні поранення, тому впадає в кому. Гайл відвозить її до лікарні. Він дізнається про Рю та Кена від Інтерполу, а також про захоплення Байсоном Кена. Гайл їде в Таїланд, щоб попередити Рю, який тренується в горах разом з Е. Хондою.
Між Байсон і Гайлом відбувається сутичка. Він спрямовує загіпнотизованого Кена проти Рю, який спочатку відмовлявся. Хонда бореться з Балрогом, водночас Гайл був жорстоко побитий Байсоном. Рю готується помститися Кену, спогади про їхнє минуле впливають на розум Кена і йому вдається вирватися з-під контролю Байсона. Розлючений Байсона спрямовує свою силу на Кена, перш ніж звертає увагу на Рю, який бореться з Байсоном з дуже невеликим успіхом. Кен використовує вчення Кі, щоб поліпшити своє тіло і приєднатися до боротьби. Об'єднані сили Рю та Кен позбуваються Байсона. Хонда перемагає Балрога.
Військові Америки знаходять і знищують базу Байсона. Чун Лі повністю одужує та повідомляє Гайлу про успіх місії. Водночас Рю та Кен знову розлучаються і Рю починає свою подорож заново. Однак він потрапляє в засідку, яку влаштував Байсон, який вижив. Фільм закінчується стрибком Рю, щоб знову боротися з Байсоном.
Повідомлення після титрів повідомляє про фільм «Вуличний боєць», в якому знявся Жан-Клод Ван Дам та покійний Рауль Хулія.

## Персонажі
Основні
| Персонаж                  | Японський актор озвучення | Англійський актор дубляжу  |
| ------------------------- | ------------------------- | -------------------------- |
| Рю                        | Коджиро Сімідзу           | Скіп Стеллрехт (Генк Сміт) |
| Кен                       | Кензі Хага                | Едді Ф'єрсон (Тед Річардс) |
| Чун Лі                    | Мікі Фудзітані            | Лія Сарджент (Мері Бріско) |
| Гайл                      | Масане Цукаяма            | Кірк Торнтон (Дональд Лі)  |
| М. Байсон (Вега в Японії) | Такесі Кусака             | Том Вайнер (Філ Меттьюз)   |

Другорядні
| Персонаж                   | Японський актор озвучення | Англійський актор дубляжу     |
| -------------------------- | ------------------------- | ----------------------------- |
| Сагат                      | Сіигезо Сасаока           | Пітер Спеллос (Девід Конрад)  |
| Вега (Балрог в Японії)     | Кането Сіодзава           | Річард Кансіно (Стів Девіс)   |
| Балрог (М. Байон в Японії) | Дзьодзі Наката            | Джо Ромерса (Джо Майклс)      |
| E. Honda                   | Дайсуке Горі              | Річард Епкар (Патрік Гілберт) |
| Далсім                     | Юкімаса Кісіно            | Майкл Соріч (Дон Кері)        |
| Каммі                      | Йоко Сасакі               | Дебра Роджерс (С. Дж. Чарвін) |
| Фей Лонг                   | Масакацу Фунакі           | Браян Кренстон (Філ Вільямс)  |
| Ді Джей                    | Гінцо Мацуо               | Біу Біллінгслі (Джон Гаммонд) |
| Т. Хоук                    | Сьодзо Ідзука             | Стів Блум (Річард Кардона)    |
| Бланка                     | Унсьо Ісідзука            | Кевін Сеймур (Том Карлтон)    |
| Зангієф                    | Тецуо Канео               | Майкл Соріч (Вільям Джонсон)  |
| Еліза                      | Хіромі Цуру               | Ванда Новік (Тоні Берк)       |
| Сенсей Рю та Кена          | Хідейо Амамото            | Майкл Форест (Джордж Селік)   |
| Сено                       | Тікао Оцука               | Мілтон Джеймс (Меррі Вільямс) |

## Виробництво
Фільм був офіційно анонсований японською компанією Capcom на турнірі Street Fighter II Turbo, який відбувся в «Регоку Кокугікані» 19 серпня 1993 року. Capcom витратив на виробництво $6 мільйонів. Бойові сцени були поставлені засновником К-1 Кадзуйосі Ісії та професійним бійцем Енді Хугом.

## Англійські версії

### Домашня відео-версія 1995 року
Дві англійські тиражовані версії вийшли безпосередньо в форматі VHS та на Laserdisc в 1995 році завдяки компанії SMV Enterprises у Північній Америці: версія з рейтингом PG-13 та повна версія, яка містить дещо відвертішу сцену в душі з Чун Лі, тобто як і раніше з цензурою оригінальної японської версії. Фільм демонструвався в Австралії та Великій Британії компанією Manga Entertainment UK за ліцензією Capcom. Цензура у Великій Британії аналогічна американській версії, проте збережена нецензурна лексика, тому має рейтинг 15 Британської ради по класифікації фільмів. Австралійський реліз є повною версією і має рейтинг M за ААК. Крім того, трохи інша версія фільму з'явилася для PlayStation 2 і Xbox під назвою «Street Fighter Anniversary Collection» як бонус, доступний в режимі галереї «Hyper Street Fighter II». Вона містить більше цензури, ніж версія PG-13, що стосується мови, а також деякі незначні зміни, не пов'язані зі змістом для дорослих або вульгарним контентом. Американські релізи VHS та північноамериканська версія «Street Fighter Anniversary Collection» були панскановані, водночас як Region 1 DVD має неанаморфний широкоекранний формат, як і європейська версія VHS. Ці локалізовані англійські версії містять заміну оригінального японського саундтреку композиціями KMFDM, Korn, Alice in Chains, Silverchair та інших гуртів, а також інструментальну музику.

### Версія DVD 2006 року
Необрізана необмежена версія фільму без цензури на DVD була випущена в Північній Америці 18 липня 2006 року та пов'язана зі скаргами щодо англійських версій кінокартини з цензурою в 1995 році. На відміну від попередньої необмеженої версії з цензурою, випущеної в США, цей випуск створений на основі оригінальної японської версії, і вперше (для не японських релізів) містить оригінальний японський саундтрек на додаток до англійського саундтреку (обидва мають новий стандарт Dolby Digital 5.1). Це двосторонній DVD, на одній стороні якого є англійський дубльований переклад з англійським саундтреком, а на іншій — оригінальні японські голоси з оригінальним японським саундтреком з необов'язковими англійськими субтитрами.
Відео з англійської та японської сторін, однак, відрізняється тим, що японська сторона містить новіше, якісніше зображення. Як і оригінальний японський реліз, і випуск у Великій Британії, фільм представлений у неанаморфічному широкоекранному форматі 1,85:1. Додані сцени Чун Лі в душі та триваліші титри також роблять японську версію фільму довшою на три хвилини. Версії США та Великої Британії з дублюванням — трохи скорочені. Англійське дублювання містить два слова «fuck»: сцена з Ді Джеєм та сцена з Байсоном, Гайлом, Е. Хондою, Рю та Кеном.
До випуску Discotek 2016 року австралійський реліз компаній Manga та Madman Entertainment був єдиною на сьогодні версією фільму за межами Японії на DVD або Blu-ray, яка є повністю необрізаною. У той час компанія Madman не була задоволена якістю на жодному з доступних відео носіїв, і натомість створила свою якість відео з оригінального японського LaserDisc за допомогою IVTC і DNR. Компанія використала англійське дублювання, записане Manga Entertainment та Animaze, яке не містить редагування нецензурної лексики; англійське та японське дублювання були перетворені на аудіоформат 5.1. Пасхальні яйця на DVD містять три японські трейлери фільму, а також роблять доступною версію фільму з японськими титрами. Співвідношення сторін австралійського випуску є анаморфним 1,77:1.

### Netflix
У рамках угоди 2008 року зі Starz Entertainment, Netflix зробив фільм доступним для перегляду. Станом на 2015 рік він більше недоступний.

### Колекційне видання «Street Fighter Anniversary»
Реліз Blu-Ray містить колекційне видання «Street Fighter Anniversary», яке було випущено 18 вересня 2012 року. Втім, фільм представлений в стандартній роздільній здатності та не містить наготи.

### Випуск 2013 року компанією Kaze
Фільм був випущений із роздільністю 16:9 1080p на Blu-ray та як комбінований DVD / Blu компанією Kaze у Франції у 2013 році при цьому автономний Blu-ray розповсюджувався у Великій Британії компанією Manga UK. У випуску використовуються стерео аудіозаписи оригінальної японської доріжки, французького та сильно цензурованого англійського дублювання на основі версії з рейтингом PG-13. Тому не містить конфігурацію звуку 5.1, що входить до випуску 2006 року, але у ній представлено повне необрізане відео, зокрема повну сцену Чен Лі в душі. Він має необов'язкові англійські та французькі субтитри, а співвідношення сторін — 1,85:1.

### Випуск 2016 року компанією Discotek
У жовтні 2016 року компанія Discotek випустила нову версію у форматі 16:9 1080p на Blu-ray із повністю необрізаними кадрами та обрізаними англійськими та японськими аудіозаписами, зокрема безрейтингове англійське дублювання. У ньому є необов'язкові наново перекладені англійські субтитри, а співвідношення сторін — 1,85:1. Анаморфний DVD із такими ж характеристиками також випустила компанія Discotek.

## Саундтрек

### Японська версія
У Японії було випущено два компакт-диски саундтреку.
Перший компакт-диск (дата виходу 1 серпня 1994):
1. Юджі Торіяма — «Fighting Street»
2. Юджі Торіяма — «Plot»
3. Big Life — «Cry»
4. Юджі Торіяма — «Enter VEGA»
5. Рьоко Сінохара та Тецуя Комуро — «Itoshisa To Setsunasa To Kokoro Tsuyosato»
6. Юджі Торіяма — «Battle-Blanka & Zangief»
7. Alph Lyla — «Break!»
8. Юджі Торіяма — «Mission»
9. Alph Lyla — «Kitsusuki Nagara Atsukunare»
10. Юджі Торіяма — «Assassination»
11. Юджі Торіяма — «Farewell – Ryu & Ken»
12. Рьоко Сінохара та Тецуя Комуро — «GooD LucK»
13. Сюн Нішігакі — «A Riddle/Gouki Theme» (бонусна доріжка)

Другий компакт-диск (дата виходу 21 листопада1994): весь другий компакт-диск складався з композицій, написаних Туцуєм Комуро, які не з'явилася на першому.
1. «Opening Fight — Ryu vs. Sagat»
2. «Ryu's Training»
3. «Ryu and Ken's Friendship»
4. «Fei Long and Ryu's Battle»
5. «Fei Long and Ryu's Quiet Friendship»
6. «Honda and Dhalsim's Battle»
7. «Chun Li»
8. «Dee Jay»
9. «Balrog's Eyes»
10. «Balrog and Chun Li's Battle»
11. «Vega Psycho Power»
12. «Possessed Ken»
13. «Ryu and Ken (Wake Up, Ken!)»
14. «Life and Death Struggle»
15. «Heated Friendship»
16. «Chun Li's Sad News»
17. Рьоко Сінохара та Тецуя Комуро   — «Itoshisa To Setsunasa To Kokoro Tsuyosa To (Q Sound Mixed Version)»

Обидва компакт-диски були випущені в Японії компанією Sony Music Entertainment (Японія) Inc.

### Англійська версія
Музику для англійської версії, орієнтовану на альтернативуний рок/гранж, склали Корі Леріос та Джон Д'Андреа. Пісні, представлені у фільмі:
1. Korn — «Blind»
2. Alice In Chains — «Them Bones»
3. Silverchair — «Israel's Son»
4. In the Nursery — «Hallucinations» (Mix World Mix)
5. Black/Note — «Evil Dancer»
6. KMFDM — «Ultra»
7. Smokin' Suckaz wit Logic — «Cuz I'm Like Dat»
8. Intermix — «Mantra»

## Сприйняття
Касові збори в Японії склали $16 мільйонів, з цим показником стрічка стала п'ятою серед фільмів з найбільшим виторгом у 1994 році в Японії. Це дорівнює $27 мільйонам у 2017 році.
У США домашній відеореліз складає близько 500 000 примірників двох версій: без рейтингу та PG-13. Одна з цих версій продана у кількості 200 000 примірників у США.

## Суміжні випуски

### Відеогра
Компанія Capcom підготувала ігрову адаптацію фільму «Street Fighter II MOVIE». Гра була випущена суто в Японії для PlayStation 15 грудня 1995 року, а для Sega Saturn — 15 березня 1996 року. Попри аналогічну назву, вона не пов'язана з аркадною грою «Street Fighter: The Movie», ні однойменною грою для домашньої консолі, обидві створені за мотивами іншої кінокартини. Вона не вийшла в Америці, хоча гра була представлена на Electronic Entertainment Expo 1995 року під назвою «Street Fighter II: The Interactive Movie». Також була оголошена версія для 3DO Interactive Multiplayer, але так і не була випущена.
Гравець бере під контроль новий тип кіборгів, який був таємно розроблений Shadaloo. Мета гри — розвинути здібності Кіборга шляхом аналізу техніки майстрів бойових мистецтв з усього світу, щоб набрати достатньо сил задля виклику Рю. Ігровий процес складається з перегляду FMV- роликів із самого фільму (а також сцен, зроблених спеціально для гри) та їх аналізу за допомогою команди «Пошук». Наприклад, якщо на сцені показано виконання техніки удару, то кікбоксерські здібності в кінці зростатимуть, вказуючи та натискаючи на удари персонажа. На кожному етапі у гравця є обмежена кількість часу, щоб максимально проаналізувати своє оточення та зібрати найбільше даних.
Хоча більшість гри є суто симулятором життя, остаточний бій між Кіборгом та Рю — бій віч-на-віч, який має ту саму ігрову систему, що і «Super Street Fighter II Turbo». Всі набуті здібності Кіборга можна використовувати в бою. Особливі рухи Кіборга — такі ж, які використовував Кен у «Super Street Fighter II Turbo», зокрема й його Shōryū Reppa Super Combo.
Гравець може відстежувати розвиток свого Кіборга за допомогою файлу збереження або через пароль і перевірити поточні можливості своїх кіборгів на віртуальній голограмі Рю. Ці практичні сегменти можна використати для гри з другим гравцем. У гру також входить інформація про персонажів із фільму.

### Манга
Манга-адаптація фільму була створена Такаюкі Сакаї і видавалась серіями в щомісячному журналі CoroCoro Comic в 1994 році, пізніше була перевидана в єдиному танкобоні. Англійська адаптація цієї манги була опублікована Viz Communications як шестивипускний комікс, що виходив щомісяця з серпня 1995 по лютий 1996 року.

## Спадок
Фільм послужив основою для гри «Street Fighter Alpha». Багато елементів та дизайн персонажів було інтегровано у майбутні ігри цієї серії (зокрема, серія «Street Fighter Alpha»). Фінальний бій фільму вільно адаптується в історії Рю в «Street Fighter Alpha 3», в якому Кен підпорядковується босу Рю, який промив йому мізки. Рю повинен перемогти Кена, перш ніж зіткнутися з Байсоном.
Успіх фільму також призвів до створення телесеріалу «Вуличний боєць II V» та іншого анімаційного фільму «Вуличний боєць Альфа: Анімація». Попри те, що жоден з них не має спільний сценарій з фільмом, компанія Animaze залучила кілька акторів для дублювання своїх ролей в англійській версії.
Схвалення фільму спричинило створення декількох аніме адаптацій серій бойових відеоігор, зокрема «Теккен: Фільм», «Ристалище Тосінден», «Нічні воїни: Мисливці на вампірів» та «Фатальна лють: Фільм», хоча жодна не досягла успіху «Вуличний боєць II: Анімаційний фільм».